# Das Duo: Sterben statt erben
Sterben statt erben ist ein deutscher Fernsehfilm von Maris Pfeiffer aus dem Jahr 2008. Es handelt sich um den 17. Filmbeitrag der ZDF-Kriminalfilmreihe Das Duo, das von den Kriminalhauptkommissarinnen Marion Ahrens, verkörpert von Charlotte Schwab, und Clara Hertz, verkörpert von Lisa Martinek, gebildet wird. Marie-Lou Sellem, André Hennicke, Jördis Triebel und Aljoscha Stadelmann sind in tragenden Gastrollen besetzt.

## Handlung
In Lübecks Theaterfigurenmuseum wird der Rentner Rudolf Berg tot aufgefunden. Berg, der zu Lebzeiten hobbymäßiger Puppenspieler war, erledigte hier regelmäßig kleinere Reparaturarbeiten an den Figuren. Die gerufenen Rettungskräfte gehen zunächst von einem Herzinfarkt aus, entdecken aber einen Einstich in der Herzgegend, sodass die Polizei gerufen wird und die Kriminalhauptkommissarinnen Marion Ahrens und Clara Hertz zu ermitteln beginnen. Der achtjährige Jan, der sich bei dem Rentner aufhielt, hatte einen Mann mit einer Spritze gesehen, seine Beschreibung des eventuellen Täters ist jedoch nicht sehr hilfreich bis auf die markante Tatsache, dass dieser ein Bein nach sich gezogen habe. 
Kurz darauf muss sich Hertz noch um einen weiteren Fall kümmern, denn es erfolgt ein Mordversuch auf die Werbeagentur-Chefin Monika Fallersleben, die den Täter hinsichtlich des Hinkebeins ähnlich beschreibt wie der Junge. Eine weitere Verbindung zwischen beiden Fällen stellt eine Erbschaft dar, bei der es um 800.000 Euro geht und für die sowohl Berg, als auch Fallersleben als Begünstigte ermittelt wurden. Weitere Erben sind Silvia Wittenbach und Bergs Neffe Stefan Kunze. Gerade als Ahrens und Hertz Silvia Wittenbach aufsuchen wollen, wird auch auf sie ein Mordanschlag verübt. Eine Bauer hat beobachtet, wie ein Auto den Wagen der jungen Frau gewaltsam von der Straße abdrängen wollte und nur durch sein Eingreifen konnte der Mord verhindert werden. Den Fahrer des Autos kann er allerdings nur als „irgendwie komisch“ beschreiben. So fällt der Verdacht auf Stefan Kunze, der hoch verschuldet ist und zur Gewalttätigkeit neigt. Allerdings passt das Reifenprofil seines Autos nicht zu den Abdrücken, die am Ort des Unfalls gesichert wurden. Der passende Wagen findet sich in einer Autovermietung, doch da sich der Kunde mit einem gestohlenen Personalausweis ausgewiesen hatte, gibt es noch immer keinen konkreten Hinweis auf den Täter. Erst ein Fingerabdruck in dem Auto führt zu Helmut Blanke. Er ist Erbensucher und war damit beauftragt, die Erben ausfindig zu machen. Bei Erfolg erhält er bis zu einem Drittel des Nachlasses. Als die Kommissarinnen ihn vernehmen wollen, wird er erschlagen in seinem Hotelzimmer gefunden. Nun gerät eine Stiftung ins Visier der Ermittlerinnen, der das Erbe zufallen würde, wenn es keine Erben geben sollte. Diese Stiftung steht unter Leitung der Notarin, die das Testament der alten Dame verwaltet. Es scheint allerdings unwahrscheinlich, dass diese einen Erbensucher beauftragt hätte, wenn sie das Geld für ihre Stiftung hätte haben wollte. Dann hätte es genügt abzuwarten, bis die Fristen verstrichen sind.
Nachdem bei Blanke Einwegspritzen gefunden werden und genau das Mittel, das Rudolf Berg verabreicht wurde, sind sich Ahrens und Hertz sicher, dass er der gesuchte Mörder ist. Fraglich bleibt, ob er eigenmächtig gehandelt hatte oder beauftragt wurde. Die Überprüfung seiner Telefonate bringt als einzigen Hinweis den Anschluss von Silvia Wittenbach. Ebenso führen Erdpartikel zum Hof der Familie. Clara Hertz will dort den Ehemann, Julius Wittenbach, befragen. Dieser fühlt sich sogleich überführt und bedroht die Kommissarin mit einem Gewehr. Er gibt zu mit Blanke in Verbindung gestanden zu haben. Dieser sei auf ihn zugekommen mit dem Ansinnen, ihm ein zusätzliches Honorar pro ausgefallenem Erbe zu zahlen, wenn er dafür sorgen würde, dass nur ein Erbe übrigbleibe. Er sei bei diesem Vorschlag davon ausgegangen, dass Blanke nur einen Erben als ermittelt angeben würde. Er habe weder gewollt noch im entferntesten geahnt, dass er jemanden umbringen werde. Als Blanke dann auch einen Anschlag auf seine Frau verübt habe, habe er ihn zur Rede stellen wollen, wobei die Situation so eskaliert sei, dass er Blanke erschlagen habe. Gewollt habe er das alles nicht. Hertz sieht dem Mann an, wie verzweifelt er über das Ganze ist und kann die Situation unblutig mit Hilfe ihrer hinzukommenden Kollegin Marion Ahrens beenden.

## Produktion, Veröffentlichung
Sterben statt erben wurde in Lübeck gedreht und am 18. Oktober 2008 zur Hauptsendezeit im ZDF erstausgestrahlt.

## Kritiken
Rainer Tittelbach von tittelbach.tv meinte zu dieser Folge: „‚Sterben statt erben‘ ist ein flüssig erzählter, frisch inszenierter und clever ausgedachter Gebrauchskrimi aus Lübeck, der das regionale Ambiente mit Fischfabrik und (Agrar-)Landschaft gut integriert und auch die Gerüche der Region dem Zuschauer komisch näher bringt. Und ‚Das Duo‘ ist besonders gut drauf. Also heißt es: miträtseln, sich ohne Reue auf falsche Fährten begeben und dem Ganzen nicht mit zu viel Logik kommen.“
Bei Kino.de befand Tilmann P. Gangloff: „Ein guter alter Denksportkrimi also, ganz ohne Botschaft und nur mit dem Anliegen, neunzig Minuten spannende Unterhaltung zu liefern.“ „Seinen Reiz bezieht der […] unaufgeregt inszenierte Film aus den diversen Hinweisen, die man munter sammeln kann, weil immer wieder mal jemand dem Täterprofil entspricht.“